# Јарослав Супек
Јарослав Супек (слч. Jaroslav Supek; *1952. Оџаци — 2009. Нови Сад) био је сликар и један од наших најзначајнијих истраживача на пољу нових уметности у Србији и један од најзначајнијих сликара из реда војвођанских Словака.

## Биографија
Рођен 1952. године у Оџацима. Бавио се визуелном и звучном поезијом, уметничким акцијама, теоретским радом и мејл-артом. Јарослав Супек је на југословенској и српској арт сцени био присутан готово четири деценије.
Мултимедијални уметник и књижевник Јарослав Супек, након краће болести, преминуо је 9. јула 2009.